# NGC 993
NGC 993 est une galaxie lenticulaire située dans la constellation de la Baleine. NGC 993 a été découverte par l'astronome allemand Albert Marth en 1865. Cette galaxie a aussi été observée par l'astronome américain Lewis Swift le 17 octobre 1885 et elle a été ajoutée au catalogue NGC sous la désignation NGC 994.

## Caractéristiques
Sa vitesse par rapport au fond diffus cosmologique est de 6 680 ± 32 km/s, ce qui correspond à une distance de Hubble de 98,5 ± 6,9 Mpc (∼321 millions d'al).
À ce jour, une mesure non basée sur le décalage vers le rouge (redshift) donne une distance d'environ 93,000 Mpc (∼303 millions d'al). Cette valeur est à l'intérieur des valeurs de la distance de Hubble. Notons cependant que c'est avec la valeur moyenne des mesures indépendantes, lorsqu'elles existent, que la base de données NASA/IPAC calcule le diamètre d'une galaxie et qu'en conséquence le diamètre de NGC 993 pourrait être d'environ 31,5 kpc (∼103 000 al) si on utilisait la distance de Hubble pour le calculer.